# Ramathibodi II
Chettathirat (tiếng Thái: เชษฐาธิราช, Jeṣṭhādhirāja) hay Ramathibodi II (tiếng Thái: รามาธิบดีที่ ๒; 1472/73 – July/10 October 1529) là Tiểu vương của Sukhothai trong giai đoạn 1485 đến 1491 và là Quốc vương thứ 10 của Vương quốc Ayutthaya, trị vì từ năm 1491 đến 1529. Triều đại của ông được ghi dấu bởi những tiếp xúc ngoại giao đầu tiên của người Thái với người phương Tây, mà cụ thể là người Bồ Đào Nha.:242

## Tiểu vương Sukhothai
Hoàng tử Chettathirat là con trai thứ 3 (đồng thời là con út) của tiên vương Trailokanat. Huynh trưởng của ông, Hoàng tửe Borommaracha, được phụ vương bổ nhiệm làm nhiếp chính ngự tại Ayutthaya vì nhà vua bận rộn với các chiến dịch chống lại Vương quốc Lan Na ở phía bắc mà không thường xuyên có mặt ở kinh thành. Hoàng tử thứ hai là Indraracha đã tử trận trong cuộc giao tranh với người Lan Na. Năm 1485, vua Trailokanat bổ nhiệm Hoàng tử Chettathirat lên vị trí Uparaja – Phó vương, tương đương với ngôi Thái tử, và giao cho nắm quyền ở vùng đất của Vương quốc Sukhothai năm xưa. Trong giai đoạn này, Thái tử Ayutthaya sẽ mặc định kiêm luôn ngôi vị Tiểu vương Sukhothai.
Năm 1488, vua Trailokanat băng hà. Mặc dù Chettathirat mới là Hoàng thái tử, song ngai vàng Ayutthaya lại rơi vào tay Hoàng tử cả Borommaracha, người nắm trong tay nhiều thực quyền hơn. Mãi đến năm 1491 khi Borommaracha III qua đời, thì Chettathirat mới có thể đăng cơ kế vị với vương hiệu Ramathibodi II, một lần nữa hợp nhất hai vương quốc Ayutthaya và Sukhothai.

## Trị vì Ayutthaya

### Xâm lược Malacca
Năm 1500, Ramathibodi II quyết định thử sức với công việc mà phụ vương Trailok từng thất bại – chính là xâm lược Hồi quốc Malacca. Dù rằng vẫn không thể hoàn toàn khuất phục được người Malacca, nhưng quân Xiêm vẫn thu được một số thành quả là bắt Malacca cùng các hồi quốc khác trên bán đảo Mã Lai như là Pattani, Pahang, Kelantan phải cống nạp cho mình.
Việc xua quân xuống bán đảo Mã Lai cũng đã mở ra triển vọng mới cho Ayutthaya trong việc du nhập kỹ thuật quân sự từ nước ngoài. Duyên cớ đến vào năm 1511 khi thực dân Bồ Đào Nha dưới quyền Afonso de Albuquerque tới chinh phục và thiết lập ách đô hộ lên Hồi quốc Malacca. Tiếp đó đến năm 1518, phía Bồ Đào Nha cho sứ thần Duarte Fernandes tới Ayutthaya giao hảo. Triều đình Ayutthaya đã ký hiệp ước với người Bồ, cho phép họ được phép tự do buôn bán, lập các hội truyền giáo và xây nhà thờ ngay trên đất Ayutthaya. Điều này đã khiến cho Ramathibodi II trở thành vị vua Thái đầu tiên tiếp xúc với người Tây dương.:36
Hiệp ước năm 1518 đã có ảnh hưởng không nhỏ tới nền quân sự Ayutthaya về sau, khi mà nó mở đường cho làn sóng người Bồ Đào Nha (cả thương nhân cùng lính đánh thuê) ồ ạt tràn vào Ayutthaya, mang theo kỹ thuật quân sự của châu Âu thời bấy giờ.

### Chiến tranh với Lan Na và Khmer
Dưới thời vua Ramathibodi II, Ayutthaya đã lần nữa đánh nhau với Lan Na, bấy giờ là ở đời vua Phaya Kaew. Lanna xâm lược Ayuthaya năm 1507 nhưng bị thua, sau đó lại ra quân xâm lược Sukhothai thuộc Ayutthaya, buộc Ramathibodi II phải đích thân suất quân nghênh chiến. Quân Ayuthaya đại phá quân xâm lược Lan Na rồi thừa thế tiến sâu vào nội địa Lan Na, cướp phá Lampang (tỉnh lỵ của tỉnh Lampang thuộc miền bắc Thái Lan ngày nay) năm 1515.
Tiếp theo là người Khmer, bấy giờ đã bỏ Angkor mà rời đô về Chaktomuk thuộc Phnom Penh ngày nay. Vào năm 1498, triều đình Chaktomuk xảy ra nội loạn khiến 1 hoàng tử Khmer là Ang Chan (1486-1566) phải trốn tới Ayutthaya. Tại đây, Chan đã được vua Ayutthaya ủng hộ và hộ tống về nước tranh đoạt ngai vàng. Vì lẽ đó nên sau khi thành công, vua Ayutthaya lại buộc Ang Chan I xưng thần cống nạp nhưng người Khmer đã từ chối. Quá tức giận, Ramathibodi đã phát binh đánh vào đất Khmer, nhưng rồi lại bị vua Ang Chan I đánh bại tại tây bắc Campuchia. Để kỉ niệm chiến thắng ấy, người Khmer đổi tên vùng đất ấy là Xiêm Riệp (đánh bại giặc Xiêm).
Tới năm 1518, Ramathibodi II lại tiến lên thêm 1 bước trong việc phong kiến hoá Ayutthaya, khi đặt ra chế độ lao dịch bắt buộc trọn đời dành cho tráng đinh thuộc tầng lớp bình dân (Phrai) trên 18 tuổi. Việc bắt lính và bắt lao dịch được đặt dưới sự giám sát của cơ quan gọi là Krom Phra Suratsawadi. Chế độ này sẽ còn được duy trì qua các vương triều kế tục gồm Thonburi cùng Rattanakosin, cho tới khi chính thức bị bãi bỏ bởi vua Rama V – Chulalongkorn vào năm 1905, thay bằng chế độ nghĩa vụ của Tây dương.

### Thiết lập hệ thống Corvée
Tới năm 1518, Ramathibodi II lại tiến lên thêm 1 bước trong việc phong kiến hoá Ayutthaya, khi đặt ra chế độ lao dịch bắt buộc trọn đời dành cho tráng đinh thuộc tầng lớp bình dân (Phrai) trên 18 tuổi. Việc bắt lính và bắt lao dịch được đặt dưới sự giám sát của cơ quan gọi là Krom Phra Suratsawadi. Chế độ này sẽ còn được duy trì qua các vương triều kế tục gồm Thonburi cùng Rattanakosin, cho tới khi chính thức bị bãi bỏ bởi vua Rama V – Chulalongkorn vào năm 1905, thay bằng chế độ nghĩa vụ của Tây dương.
Ramathibodi II qua đời vào tháng 7 hoặc ngày 10 tháng 10 năm 1529 ở tuổi 56. Con trai cả của ông, Hoàng tử Athittayawong, lên kế vị với vương hiệu Borommaracha IV. 

## Tổ tiên
| \| \| \| \| \| \| \| \| \| \| \| 8. Vua Intharacha of Ayutthaya \| \| \| \| \| \| \| \| \| \| \| \| \| \| \| \| \| \| \| \| \| \| \| \| \| \| \| \| \| \| \| \| \| \| \| \| \| \| \| \| \| \| \| \| \| \| \| \| \| \| \| 4. Vua Borommaracha II của Ayutthaya \| \| \| \| \| \| \| \| \| \| \| \| \| \| \| \| \| \| \| \| \| \| \| \| \| \| \| \| \| \| \| \| \| \| \| \| \| \| \| \| \| \| \| \| \| \| \| \| \| \| \| \| \| \| \| \| \| \| \| \| \| \| \| \| \| \| \| \| \| \| \| \| \| \| \| \| \| \| \| \| \| \| \| \| \| \| \| \| \| \| \| \| \| \| \| \| \| \| \| \| \| \| \| \| \| \| \| \| \| \| \| \| \| \| \| \| \| \| \| \| 2. Vua Trailok của Ayutthaya \| \| \| \| \| \| \| \| \| \| \| \| \| \| \| \| \| \| \| \| \| \| \| \| \| \| \| \| \| \| \| \| \| \| \| \| \| \| \| \| \| \| \| \| \| \| \| \| \| \| \| \| \| \| \| \| \| \| \| \| 10. Vua Maha Thammaracha II của Sukhothai \| \| \| \| \| \| \| \| \| \| \| \| \| \| \| \| \| \| \| \| \| \| \| \| \| \| \| \| \| \| \| \| \| \| \| \| \| \| \| \| \| \| \| \| \| \| \| \| \| \| \| \| \| \| \| \| \| \| \| \| \| \| \| \| \| \| \| \| \| \| \| \| \| \| \| \| \| \| \| \| \| \| \| \| \| \| \| \| \| \| \| \| \| \| \| \| \| \| \| \| \| \| \| \| \| \| \| \| \| \| \| \| \| \| \| \| \| \| \| \| \| \| \| \| \| \| \| \| \| \| \| \| \| \| \| \| \| \| \| \| \| \| \| \| \| \| \| \| \| \| \| \| \| \| \| \| \| \| \| \| \| \| \| \| \| \| \| \| \| \| \| \| \| \| \| \| \| \| \| \| 1. King Ramathibodi II of Ayutthaya \| \| \| \| \| \| \| \| \| \| \| \| \| \| \| \| \| \| \| \| \| \| \| \| \| \| \| \| \| \| \| \| \| \| \| \| \| \| \| \| \| \| \| |                                           |  |  |  |  |  |  |  |  |                                |  |  |  |
| |                                           |  |  |  |  |  |  |  |  | 8. Vua Intharacha of Ayutthaya |  |  |  |
| |                                           |  |  |  |  |  |  |  |  |                                |  |  |  |
| |                                           |  |  |  |  |  |  |  |  |                                |  |  |  |
| |                                           |  |  |  |  |  |  |  |  |                                |  |  |  |
| | 4. Vua Borommaracha II của Ayutthaya      |  |  |  |  |  |  |  |  |                                |  |  |  |
| |                                           |  |  |  |  |  |  |  |  |                                |  |  |  |
| |                                           |  |  |  |  |  |  |  |  |                                |  |  |  |
| |                                           |  |  |  |  |  |  |  |  |                                |  |  |  |
| |                                           |  |  |  |  |  |  |  |  |                                |  |  |  |
| |                                           |  |  |  |  |  |  |  |  |                                |  |  |  |
| |                                           |  |  |  |  |  |  |  |  |                                |  |  |  |
| |                                           |  |  |  |  |  |  |  |  |                                |  |  |  |
| | 2. Vua Trailok của Ayutthaya              |  |  |  |  |  |  |  |  |                                |  |  |  |
| |                                           |  |  |  |  |  |  |  |  |                                |  |  |  |
| |                                           |  |  |  |  |  |  |  |  |                                |  |  |  |
| |                                           |  |  |  |  |  |  |  |  |                                |  |  |  |
| | 10. Vua Maha Thammaracha II của Sukhothai |  |  |  |  |  |  |  |  |                                |  |  |  |
| |                                           |  |  |  |  |  |  |  |  |                                |  |  |  |
| |                                           |  |  |  |  |  |  |  |  |                                |  |  |  |
| |                                           |  |  |  |  |  |  |  |  |                                |  |  |  |
| |                                           |  |  |  |  |  |  |  |  |                                |  |  |  |
| |                                           |  |  |  |  |  |  |  |  |                                |  |  |  |
| |                                           |  |  |  |  |  |  |  |  |                                |  |  |  |
| |                                           |  |  |  |  |  |  |  |  |                                |  |  |  |
| |                                           |  |  |  |  |  |  |  |  |                                |  |  |  |
| |                                           |  |  |  |  |  |  |  |  |                                |  |  |  |
| |                                           |  |  |  |  |  |  |  |  |                                |  |  |  |
| |                                           |  |  |  |  |  |  |  |  |                                |  |  |  |
| | 1. King Ramathibodi II of Ayutthaya       |  |  |  |  |  |  |  |  |                                |  |  |  |
| |                                           |  |  |  |  |  |  |  |  |                                |  |  |  |
| |                                           |  |  |  |  |  |  |  |  |                                |  |  |  |